# Gina Miller
Pour les articles homonymes, voir Miller.
Gina Nadira Miller, née Gina Nadira Singh le 19 avril 1965, est une femme d'affaires britannique qui est connue pour son opposition au Brexit, et notamment pour avoir imposé un débat au Parlement du Royaume-Uni sur la séparation avec l’Union européenne, malgré le résultat du référendum. Elle a également co-fondé l'entreprise SCM Direct en 2009 et fondé The True and Fair Campaign qui bouscule les organisations dite de bienfaisance sur leur transparence.

## Biographie
Elle est née en 1965 , en Guyane britannique, de Savitri et Doodnauth Singh, qui deviendra procureur général de Guyana,,. Elle grandit dans l’État nouvellement indépendant du Guyana avant d'être envoyée en Angleterre par ses parents à l'âge de 10 ans, pour y intégrer la Moira House Girls School. Elle poursuivra des études en droit à l'Ecole polytechnique de l'Est de Londres (aujourd'hui l'Université de Londres-Est) et s'essaiera en même temps au mannequinat. Elle obtient ensuite un diplôme en marketing, ainsi qu'une maîtrise en gestion des ressources humaines à l'Université de Londres.
En février 2009, après avoir exercé différents métiers, notamment dans le conseil ou pour des entreprises telles que BMW, elle co-fonde l'entreprise d'investissement SCM Private (devenue depuis SCM Direct) avec son mari Alan Miller,. Par ailleurs, alors qu'elle met en place  la Miller Philanthropy (maintenant rebaptisée The True and Fair Foundation) en 2009, elle dénonce  les frais financiers cachés et les coûts de gestion excessifs dans le secteur des organisations philanthropiques et de bienfaisance,. The True and Fair Foundation promeut la transparence dans le secteur financier et associatif, tout en soutenant de petites associations caritatives. Elle lance également, au sein de SCM Direct, MoneyShe.com en 2014, un fonds d'investissement ciblé sur les femmes dans une logique Ladies First.
En juin 2016, à la suite du référendum sur l'appartenance du Royaume-Uni à l'Union européenne, elle conteste le droit du Gouvernement britannique à invoquer l'article 50 du traité sur l'Union européenne, en faisant valoir qu'une telle décision doit être débattue au Parlement, aussi longtemps que reste en application la loi de 1972 sur l’adhésion à la Communauté économique européenne. Le 3 novembre 2016, la Haute Cour de justice lui donne raison et statue que le Parlement doit légiférer avant que le Gouvernement ne puisse invoquer l'article 50.
Cette contestation juridique provoque un « torrent » de  violence à son égard, de la part de certains partisans du Brexit, y compris des injures racistes et des menaces de mort,,,.
À la suite de cette décision de la Haute Cour, le gouvernement britannique saisit en appel la Cour suprême du Royaume-Uni. La Cour suprême rend un jugement en janvier 2017, à huit voix contre trois, qui donne raison à Gina Miller et confirme la décision de la Haute Cour. Pour autant, le débat parlementaire est rapide et le vote qui le conclut est favorable à la sortie de l'Union, autorisant le gouvernement de Theresa May à utiliser l'article 50.
Gina Miller organise ensuite un financement participatif pour une campagne pro-Remain lors des élections générales de 2017. Le 21 avril 2017, la campagne a recueilli plus de 359 000 livres (420 000 euros) en faveur de l'organisation Best for Britain (le meilleur pour la Grande-Bretagne) qu'elle a créée.
Gina Miller participe à l'action du 28 août 2019 visant à contester la légalité de la suspension de session du Parlement, décidée par le premier ministre  Boris Johnson. Le 6 septembre 2019, la Haute Cour de justice (High Court) reconnait la légalité de la décision, alors que la même décision est déclarée illégale par la Court of Session écossaise. 
Le 24 septembre 2019  La Cour suprême du Royaume-Uni déclare en dernier ressort, à l'unanimité de ses membres, l'illégalité de la décision du Premier ministre à l'égard du Parlement.